# Prostorový úhel

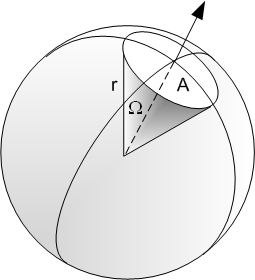
Vymezení prostorového úhlu na kulové ploše rotační kuželovou plochou

Prostorový úhel je část prostoru vymezená rotační kuželovou plochou. Každá taková plocha dělí prostor na právě dvě části – prostorové úhly. Prostorový úhel se určuje tak, že se uvažuje kulová plocha o středu ve vrcholu V a o libovolném poloměru r, jejíž průnik s prostorovým úhlem je vrchlík na kulové ploše o obsahu A. Velikost prostorového úhlu pak určuje poměr mezi A a r2, přičemž nezávisí na uvažované kulové ploše. Alternativní definicí prostorového úhlu je sjednocení všech polopřímek {\displaystyle {\overrightarrow {VX}}} se společným počátkem V, kde bod X leží na kulovém vrchlíku se středem v bodě V.
Specifickým případem prostorového úhlu je poloprostor, tj. část prostoru rozděleného rovinou.

## Prostorový úhel jako fyzikální veličina
Prostorový úhel jako veličina se používá k vymezení určité části možných směrů z daného prostorového bodu, a to zejména ve veličinách charakterizující šíření elektromagnetického vlnění (včetně světla) či korpuskulárního záření (toky a proudy částic).

### Definice
Prostorový úhel jako veličina charakterizuje velikost části prostoru vyťaté obecnou kuželovou plochou (bez ohledu na její konkrétní tvar či směřování) pomocí obsahu {\displaystyle A} plochy jí vymezené na kulové ploše (sféře) se středem ve vrcholu kuželové plochy a s poloměrem {\displaystyle r}, a to nezávisle na velikosti (poloměru) sféry.
Definiční vztah:
{\displaystyle {\mathit {\Omega }}={\frac {A}{r^{2}}}}
Prostorový úhel je veličinou skalární.

### Značení a jednotky
- Symbol veličiny: {\displaystyle {\mathit {\Omega }}}
- Jednotka SI: steradián, značka jednotky: sr

Steradián je koherentní fyzikální jednotka prostorového úhlu. Jeden steradián je prostorový úhel, který vymezuje ze středu kulové plochy na jejím povrchu plochu o obsahu rovném kvadrátu jejího poloměru. (Definice je obecná, aniž by specifikovala tvar vymezené plochy.) Podobně jako radián, je steradián v současné podobě SI považován za odvozenou bezrozměrnou jednotku, přičemž dříve (do r. 1995) byl řazen do tzv. doplňkových jednotek s vlastním rozměrem.
- V astronomii se kromě steradiánu používá také starší jednotka čtverečný stupeň.

### Výpočet
Prostorový úhel objektu pozorovaného z určitého bodu je číselně roven ploše, kterou zabírá obraz tohoto objektu v bodové projekci (se středem v daném bodě) na jednotkovou sféru, která má střed v daném bodě.
Plný prostorový úhel má hodnotu {\displaystyle 4\pi }, přímý prostorový úhel (poloprostor) pak poloviční, tedy {\displaystyle 2\pi }.

## Element prostorového úhlu
Pozorujeme-li z určitého bodu o polohovém vektoru {\displaystyle {\boldsymbol {r}}} element plochy {\displaystyle \mathrm {d} S}, jehož polohový vektor je {\displaystyle {\boldsymbol {r}}^{\prime }}, pak pro element prostorového úhlu platí
{\displaystyle \mathrm {d} {\mathit {\Omega }}={\frac {{\boldsymbol {R}}\cdot \mathrm {d} {\boldsymbol {S}}}{R^{3}}}},
kde {\displaystyle {\boldsymbol {R}}={\boldsymbol {r}}-{\boldsymbol {r}}^{\prime }}, {\displaystyle R} je velikost tohoto vektoru a {\displaystyle \mathrm {d} {\boldsymbol {S}}={\boldsymbol {n}}\mathrm {d} S}, přičemž {\displaystyle {\boldsymbol {n}}} je normála plochy v bodě {\displaystyle {\boldsymbol {r}}^{\prime }}.